# 庫季謝 (布羅德區)
49°53′14″N 25°21′30″E / 49.88722°N 25.35833°E
庫季謝（烏克蘭語：Кутище），是烏克蘭西部的村莊，隸屬利維夫州的佐洛奇夫區。該村始建於600年，面積0.89平方公里，海拔高度334米，2001年該村落人口213。